# Carex iraqensis
Espèce
Classification phylogénétique
Statut de conservation UICN

 NT  : Quasi menacé
Carex iraqensis est une espèce des plantes du genre Carex et de la famille des Cyperaceae.